# Vitfotad hjortråtta
Vitfotad hjortråtta (Peromyscus leucopus) är en däggdjursart som först beskrevs av Rafinesque 1818. Arten ingår i släktet hjortråttor och familjen hamsterartade gnagare. Internationella naturvårdsunionen (IUCN) kategoriserar arten globalt som livskraftig. Inga underarter finns listade.

## Utseende
Arten blir med svans 16 till 20 cm lång och svanslängden är 7 till 10 cm. Vikten varierar mellan 16,7 och 31 g. Vitfotad hjortråtta har 19 till 22 mm långa bakfötter och 16 till 20 mm långa öron. Pälsen på ovansidan är ljusbrun till rödbrun. Undersidan är täckt av hår som kan vara nära roten grå och de är på minst tre fjärdedelar vit. På strupen och bröstet förekommer vanligen helt vita hår. Förutom små differenser i skallens konstruktion finns inga tydliga morfologiska kännetecken som skiljer vitfotad hjortråtta från andra hjortråttor. Den tydligaste skillnaden finns i genetiken.

## Utbredning och habitat
Denna hjortråtta förekommer i centrala och östra Nordamerika. Utbredningsområdet sträcker sig från Québec och Saskatchewan (Kanada) söderut till södra Mexiko samt från Montana och Arizona österut till Atlanten. Isolerade populationer finns i Nova Scotia och på Yucatanhalvön. Habitatet varierar mellan lövskogar med tät undervegetation, jordbruksmark och halvöknar.

## Ekologi
Individerna är huvudsakligen aktiva mellan skymningen och gryningen. Under vintern kan de även vara dagaktiva men de stannar vanligen i sina bon under snötäcket. Arten bygger ett näste av växtdelar som gräs, stjälkar och bark som vävas ihop och som fodras med mjukare växtdelar. Nästet göms i trädens håligheter, i fågelholkar bakom lösa barkskivor, under grenar som ligger på marken eller i underjordiska håligheter som skapats av jordekorrar. Den vitfotade hjortråttan håller ingen vinterdvala men den kan under tider med matbrist falla i ett inaktivt tillstånd (torpor). Arten har i princip samma levnadssätt som vanlig hjortråtta. Den klättrar bara lite oftare i träd och buskar.
Denna gnagare är allätare och livnär sig bland annat av frön, frukter, nötter, gröna växtdelar, svampar och insekter. Ibland har kannibalism på de egna ungarna dokumenterats. Vitfotad hjortråtta skapar gömmor i reviret.
Vuxna honor och i viss mån även hannar är aggressiva mot artfränder av samma kön. I sällsynta fall kan två honor som antas vara systrar eller modern med en äldre dotter dela samma bo. Reviret markeras med urin och avföring. Ibland deltar hannen vid ungarnas uppfostring genom att ge fast föda åt äldre ungar. Fadern kan även ge värme genom att sitta tätt intill ungarna.
Beroende på utbredning pågår fortplantningen från mars till oktober eller under en längre tid. Honor kan ha fyra eller fler kullar under året. Dräktigheten varar vanligen 22 till 24 dagar och hos vissa honor kan det ligga 37 dagar mellan parningen och födelsen när de har diande ungar. Per kull föds 2 till 7 ungar som väger cirka 1 g. Ibland kan de äldre syskonen delta i ungarnas uppfostran. Ungarna öppnar sina ögon efter cirka 12 dagar och de diar sin mor tre till fyra veckor. Hos honorna infaller könsmognaden efter ungefär 44 dagar.
Vitfotad hjortråtta har många olika fiender som mårddjur, rävar, nordamerikansk grävling, prärievarg, hundar, tamkatter, näbbmöss av släktet Blarina, ugglor och ormar. Bara 2 procent av individerna lever längre än ett år. Enstaka exemplar kan bli tre år gamla.
Artens läte påminner om fåglarnas kvittrande och den kan avge läten i ultraljud.
Arten är en vanlig värd för fästingar som kan överföra borrelia. Genom gnagaren kan hantaanvirus överföras till människan.